# Elitserien i baseboll 1971
Elitserien i baseboll 1971 var den för 1971 års säsong högsta serien i baseboll i Sverige. Serien korade ingen officiell svensk mästare, segraren blev dock riksmästare. Totalt deltog 6 lag i serien, där alla lag spelade mot varandra tre gånger vilket gav totalt femton omgångar. Serien färdigspelades dock inte den här säsongen.
| Nr | Lag                    | Matcher | Vunna | Förlorade | Vinstprocent |
| -- | ---------------------- | ------- | ----- | --------- | ------------ |
| 1  | Leksand                | 9       | 9     | 0         | 1.000        |
| 2  | Bagarmossen            | 12      | 7     | 5         | 0.583        |
| 3  | Leksand-71             | 9       | 5     | 4         | 0.556        |
| 4  | Amerikanska Ambassaden | 8       | 4     | 4         | 0.500        |
| 5  | Obnok                  | 11      | 4     | 7         | 0.364        |
| 6  | Skarpnäck              | 9       | 0     | 9         | 0.000        |

### Webbkällor
- Svenska Baseboll- och Softbollförbundet, Elitserien 1963-